# Ted Kotcheff
William Theodore Kotcheff, detto Ted, nato Velichko Todorov Tsochev (Toronto, 7 aprile 1931 – Nuevo Vallarta, 10 aprile 2025), è stato un regista canadese.

## Biografia

### Gli inizi
Kotcheff nacque a Toronto, nell'Ontario, il 7 aprile del 1931 da padre bulgaro originario di Plovdiv e da madre slavo-macedone, nata a Prespes (nella Macedonia Occidentale, in Grecia) ma cresciuta a Varna (in Bulgaria). Iniziò giovanissimo la sua carriera alla televisione canadese (alternandola anche con regie per il teatro), per poi spostarsi alla BBC in Gran Bretagna, dove diresse i suoi primi lungometraggi.

### Il passaggio al grande schermo
Dopo aver diretto attori del calibro di James Mason e Jean Simmons, il primo passo importante arrivò nel 1974, una volta che egli tornò in Canada, con Soldi ad ogni costo, pluripremiata trasposizione (vinse, fra i vari premi, l'Orso d'Oro al Festival di Berlino) del romanzo L'apprendistato di Duddy Kravitz di Mordecai Richler, interpretato da un giovane Richard Dreyfuss nelle vesti di protagonista. Il successo gli permise di girare Non rubare... se non è strettamente necessario (1975), commedia interpretata da Jane Fonda e George Segal, e il comico I mastini del Dallas (1979) con Nick Nolte. Nel 1982 la Warner Bros. lo ingaggiò per dirigere Rambo, che inizialmente doveva essere diretto da Mike Nichols: il film, tratto da un libro di David Morrell e interpretato da Sylvester Stallone, è un'amara riflessione sul trattamento riservato ai reduci del Vietnam in una nazione in corto circuito sociale. Rambo diventò un cult e un successo planetario che genererà quattro seguiti (non diretti da Kotcheff).
Un anno dopo il regista diresse Fratelli nella notte (1983), con un ricchissimo cast, ambientato proprio in Vietnam. La sua carriera continuò a fasi alterne, passando dalla commedia, come Cambio marito (1988) e Weekend con il morto (1989), al film d'azione, ma perse in parte lo smalto dei primi tempi. Nel 1989 firmò uno dei film da lui stesso considerati più personali, Gente del Nord, un melodramma romanzato ambientato tra i boschi del North Carolina nel 1934, tratto da un libro di John Ehle e interpretato da Kurt Russell, Kelly McGillis, Lloyd Bridges e Mitchell Ryan, un "dramma rustico che trasporta lo spettatore dentro una storia passionale un po' come quelle di una volta".

### Ultimi anni e morte
Alla fine degli anni novanta Kotcheff ritornò alla tv, dove produsse e co-diresse la serie Law & Order - Unità vittime speciali.
Morì per insufficienza cardiaca nel 2025, tre giorni dopo aver compiuto 94 anni, in Messico, dove si era trasferito da qualche tempo.

## Vita privata
Si sposò due volte ed ebbe cinque figli: tre nati dal primo matrimonio e due dal secondo. 

## Filmografia
- Tiara Tahiti (1962)
- Flagrante adulterio (Life at the Top) (1965)
- Two Gentlemen Sharing (1969)
- Wake in Fright (1971)
- La mia pistola per Billy (Billy Two Hats) (1974)
- Soldi ad ogni costo (The Apprenticeship of Duddy Kravitz) (1974)
- Non rubare... se non è strettamente necessario (Fun with Dick and Jane) (1977)
- Qualcuno sta uccidendo i più grandi cuochi d'Europa (Who Is Killing the Great Chefs of Europe?) (1978)
- I mastini del Dallas (North Dallas Forty) (1979)
- Punto debole (Split Image) (1982)
- Rambo (First Blood) (1982)
- Fratelli nella notte (Uncommon Valor) (1983)
- Joshua Then and Now (1985)
- Cambio marito (Switching Channels) (1988)
- Gente del Nord (Winter People) (1989)
- Weekend con il morto (Weekend at Bernie's) (1989)
- Guai in famiglia (Folks!) (1992)
- Shooter - Attentato a Praga (The Shooter) (1995)